# Astyanax aramburui
Astyanax aramburui  é uma espécie peixe de água doce da família dos caracídeos, nativo da Argentina na América do Sul, vivendo em zonas de clima subtropical. Os exemplares fora coeltados em uma pesquisa em um afluente com grama e outras plantas em extensões de águas de até 2 m de profundidade e 50 m de largura, o assoalho local era de argila e barro. Os machos podem atingir até 6,1 cm de comprimento, tendo tubérculos nas cabeças e escamas, além de ganços ósseos nas nadadeiras.